# Westermannia superba
Westermannia superba är en fjärilsart som beskrevs av Jacob Hübner 1823. Westermannia superba ingår i släktet Westermannia och familjen trågspinnare. Inga underarter finns listade i Catalogue of Life.

## Bildgalleri

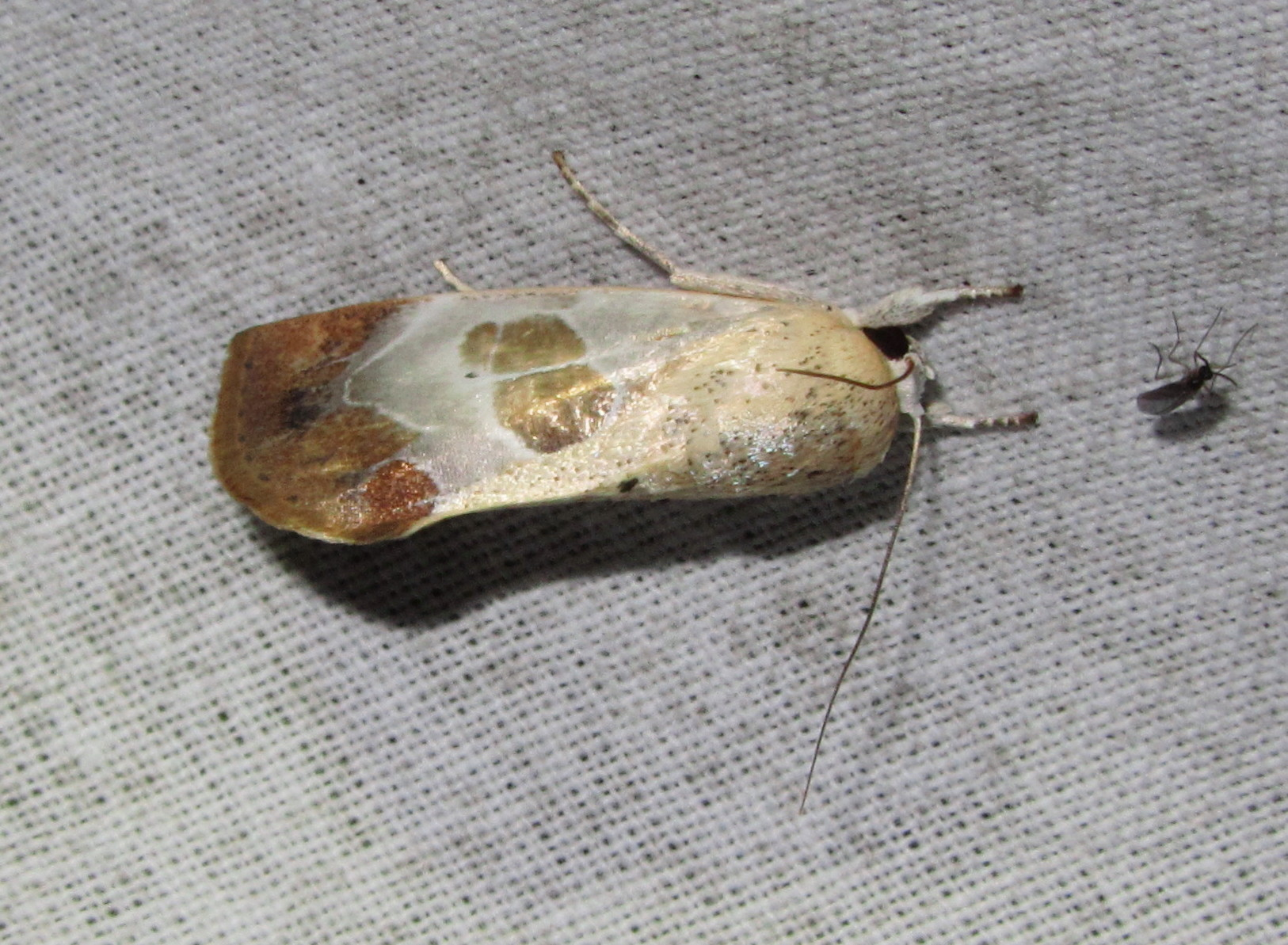